# Onthophagus affinis
Onthophagus affinis är en skalbaggsart som beskrevs av Gillet 1930. Onthophagus affinis ingår i släktet Onthophagus och familjen bladhorningar. Inga underarter finns listade i Catalogue of Life.